# Каскад (Ереван)
«Каскад» (арм. Կասկադ) — архитектурно-монументальный комплекс в Ереване. Представляет собой каскад из пяти открытых террас. Связывает центральный административный район Кентрон с административным районом Канакер-Зейтун. Первоначально планировалось построить в 1920-х годах, но строительство каскада началось лишь в 1971 году и было частично завершено в 1980 году по проекту архитекторов Джима Торосяна, Аслана Мхитаряна и Саргиса Гурзадяна.
К 2025 году недостроенной остаётся верхняя часть комплекса, однако уже разработан проект окончания строительства, к реализации которого приступят в ближайшее время.

## Общая информация
Количество ступеней каскада 572. Длина от основания до вершины - 302 метра, а от основания до верхней площадки - 450 метров. Ширина 50 метров. Высота недостроенного участка 78 метров. Высота верхней площадки 118 метров. Общий уклон - 15 градусов.
В комплексе есть выставочные залы, фонтаны, цветники, скульптуры.
У основания Каскада находится внутренний двор с садом со статуями современных скульпторов, таких как Ботеро, Линн Чедвик и Барри Фланаган.
По обе стороны Каскада расположено множество кафе и ресторанов, которые часто посещают местные жители и туристы. Весной, летом и ранней осенью в Каскаде часто проходят концерты классической и джазовой музыки.

## История
Каскад был запроектирован ещё в генеральном плане 1924 года, разработанном архитектором Александром Таманян. Согласно этому проекту, через склоны Канакерских холмов должна была пройти система ступенчатых переходов, водопадов и цветников. Каскад должен был связать центральную и северную части города.
В 1960-х годах была сформирована подходящая к подножью каскада улица Таманяна. В верхней части, по оси будущего каскада, был установлен 50-метровый обелиск Возрождённая Армения (архитекторы Джим Торосян, Саргис Гюрзадян). Там же была построена смотровая площадка.
Проект самого каскада был разработан в начале 1970-х годов по проекту главного архитектора города Джима Торосяна, а также архитекторов Саргиса Гурзадяна и Аслана Мхитаряна. Однако Торосян не полностью следовал первоначальному плану и внес некоторые изменения, включая добавление обширных лестниц, выставочных залов, двориков, внутренних эскалаторов и различных скульптур в садах. Он хотел превратить это сооружение в культурно значимый центр.
В 1974 году перед комплексом был установлен памятник Александру Таманяну. Авторы памятника — скульптор Арташес Овсепян и архитектор Седа Петросян.
Строительство каскада началось в 1980 году. В конце 1980-х, в связи со Спитакским землетрясением, распадом СССР и Первой карабахской войной, строительные работы были приостановлены.
В 2002 году правительство Армении приняло решение о реконструкции существующих частей сооружения и завершении его незавершенных участков. Проект был инициирован Фондом музея американского мецената армянского происхождения Джерарда Гафесчяна, который объединил усилия с архитектором Дэвидом Хотсоном для разработки проекта музея который был открыт в 2009 году и стал Центром искусств Гафесчяна. Меценат пожертвовал 128 миллионов долларов на реконструкцию Каскада.
В 2011 году у верхнего яруса «Каскада» открылся Центр Азнавура.
Весной 2023 года мэрия Еревана вырубила здоровые многолетние деревья около территории Каскада и вместо них посадила сакуры. Массовые вырубки деревьев стали поводом для бурных обсуждений и недовольства среди местных жителей.
2 до 29 сентября 2024 года на онлайн платформе Active Citizen - на выбор жителей Еревана были представлены два варианта завершения комплекса - «Сады Каскада» и «Культурный центр Каскад». В голосовании участвовали 2030 человек. За вариант "Сады Каскада" проголосовали 44,4%, за "Культурный центр Каскад" — 55,6%". Около 20% людей высказались против обоих проектов, заявив, что оба содержат недоработки и не подходят духу города. Палата архитекторов Армении также раскритиковала завершения Каскада и предложила, чтобы проектом занимался лично Джим Торосян. Проект будет стоить 20 млрд 46 млн драмов ($7,8 млн) и будет завершен в течение пяти лет.

## Галерея

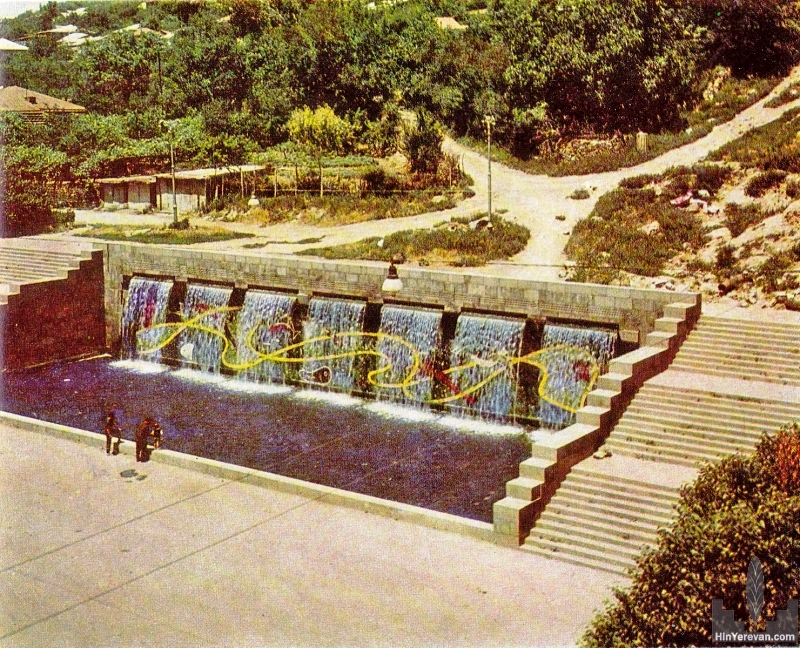
Каскад в 1978 году
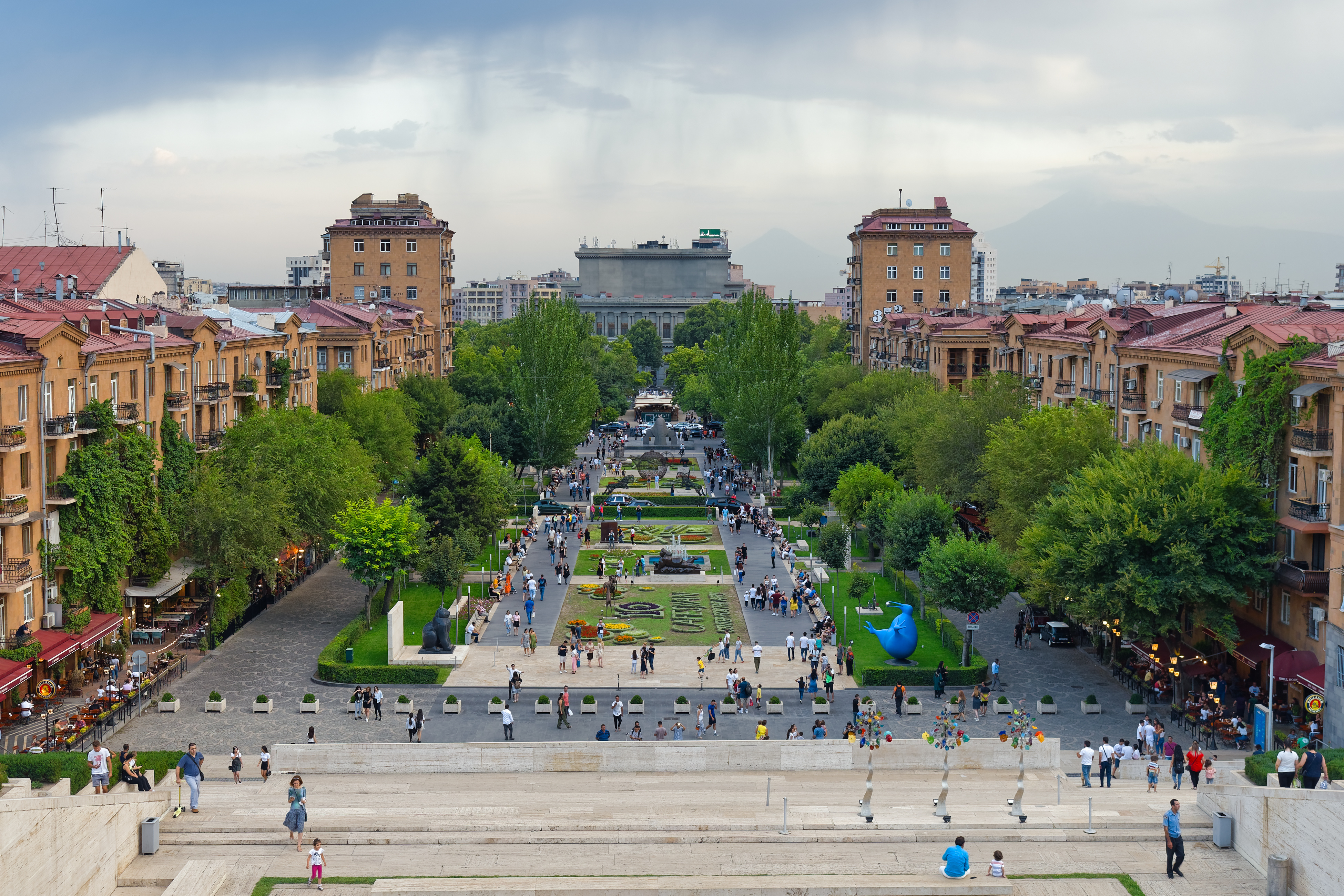
Вид из Каскада на центр Еревана
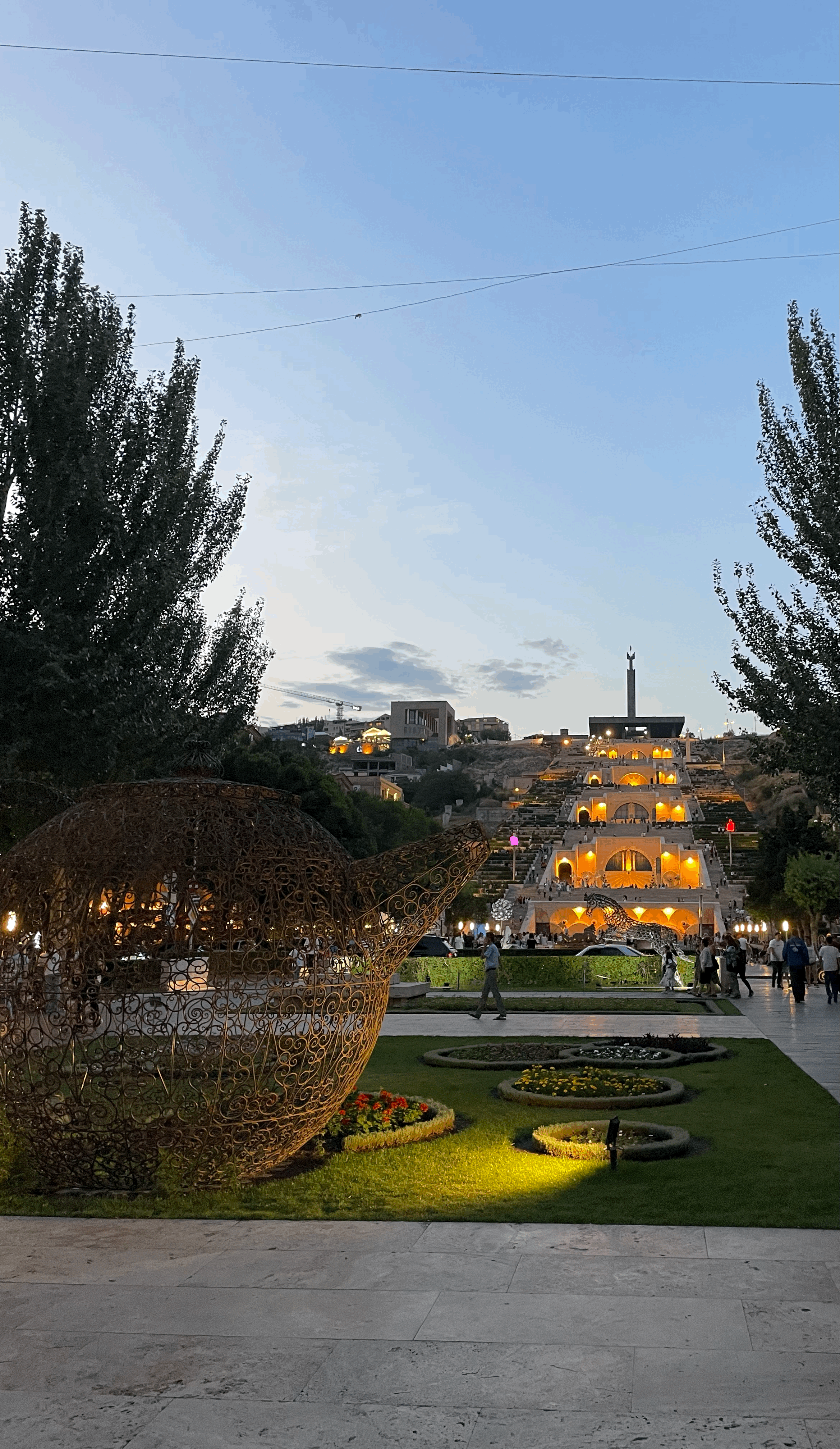
Вечерний вид Каскада
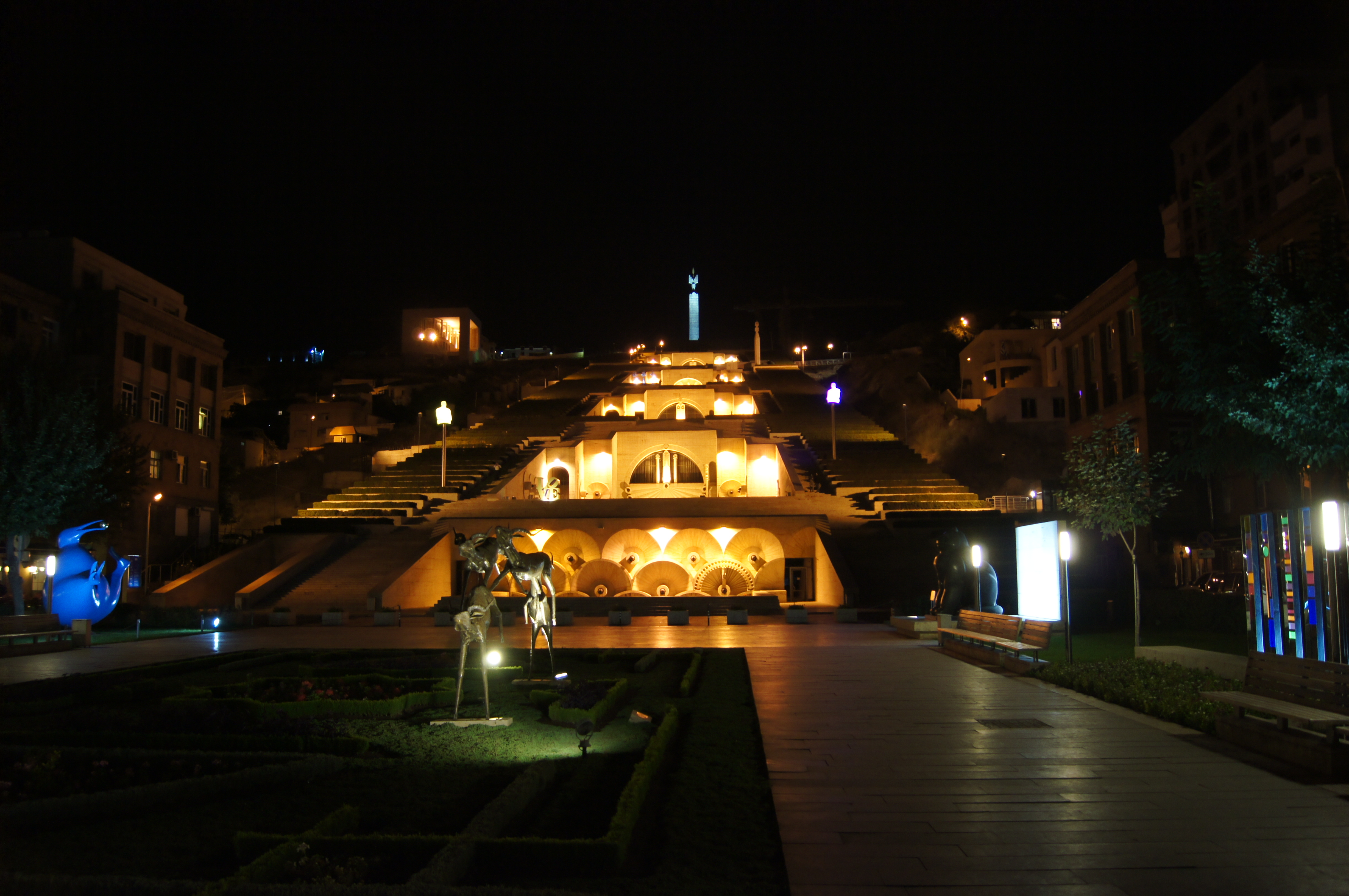
Ночной вид Каскада
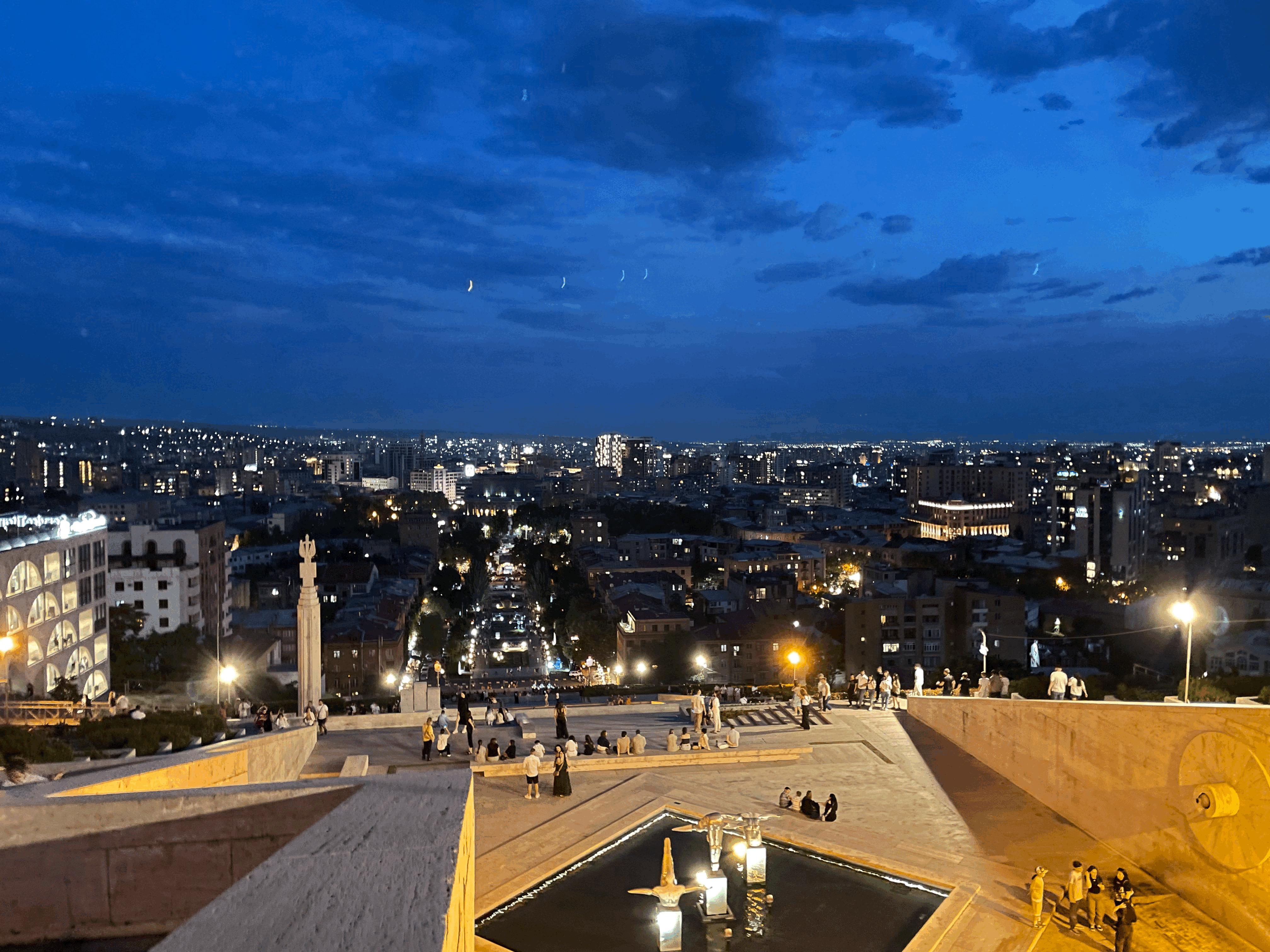
Вид на вечерний Ереван
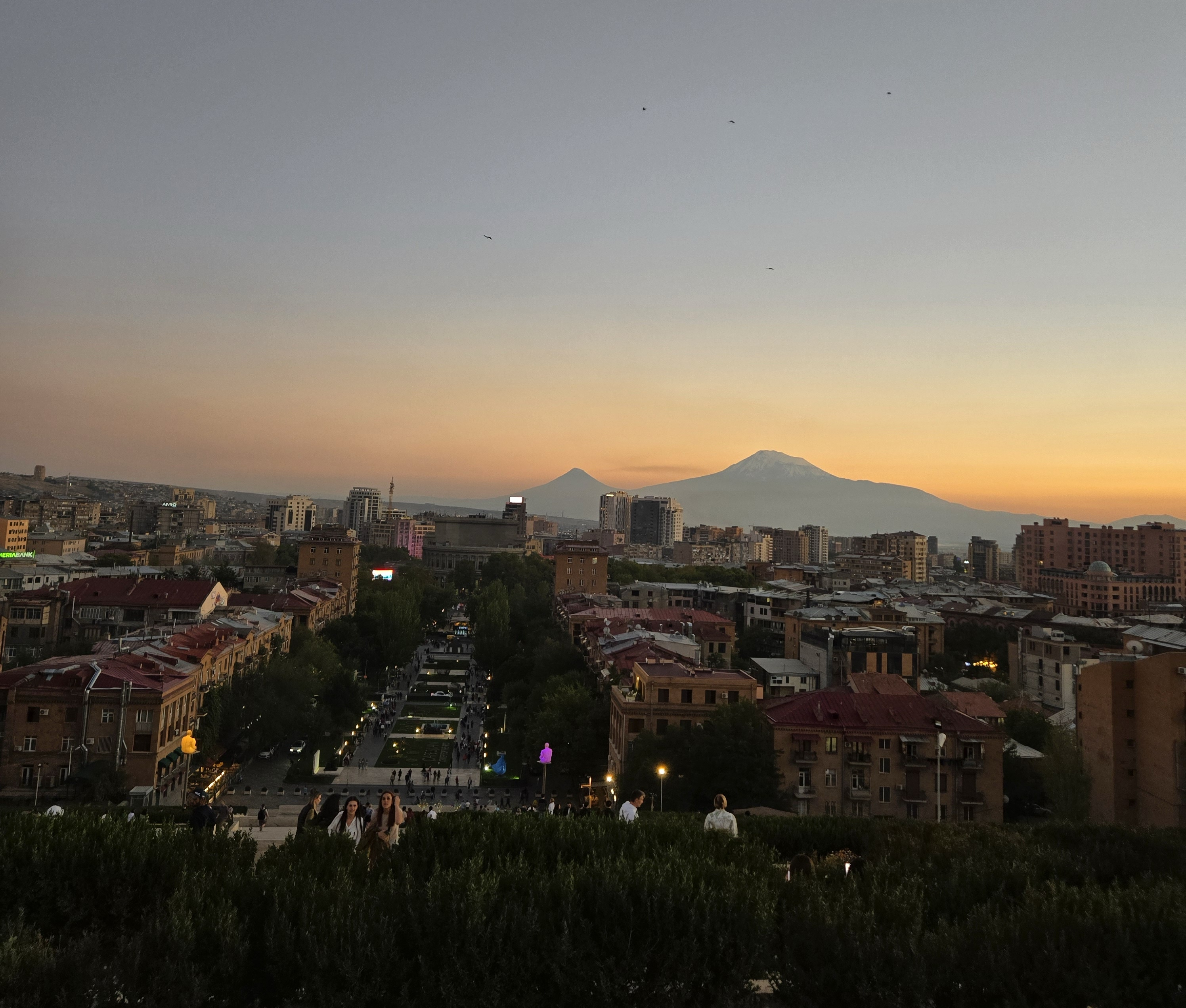
Вид на вечерний Ереван и гору Арарат
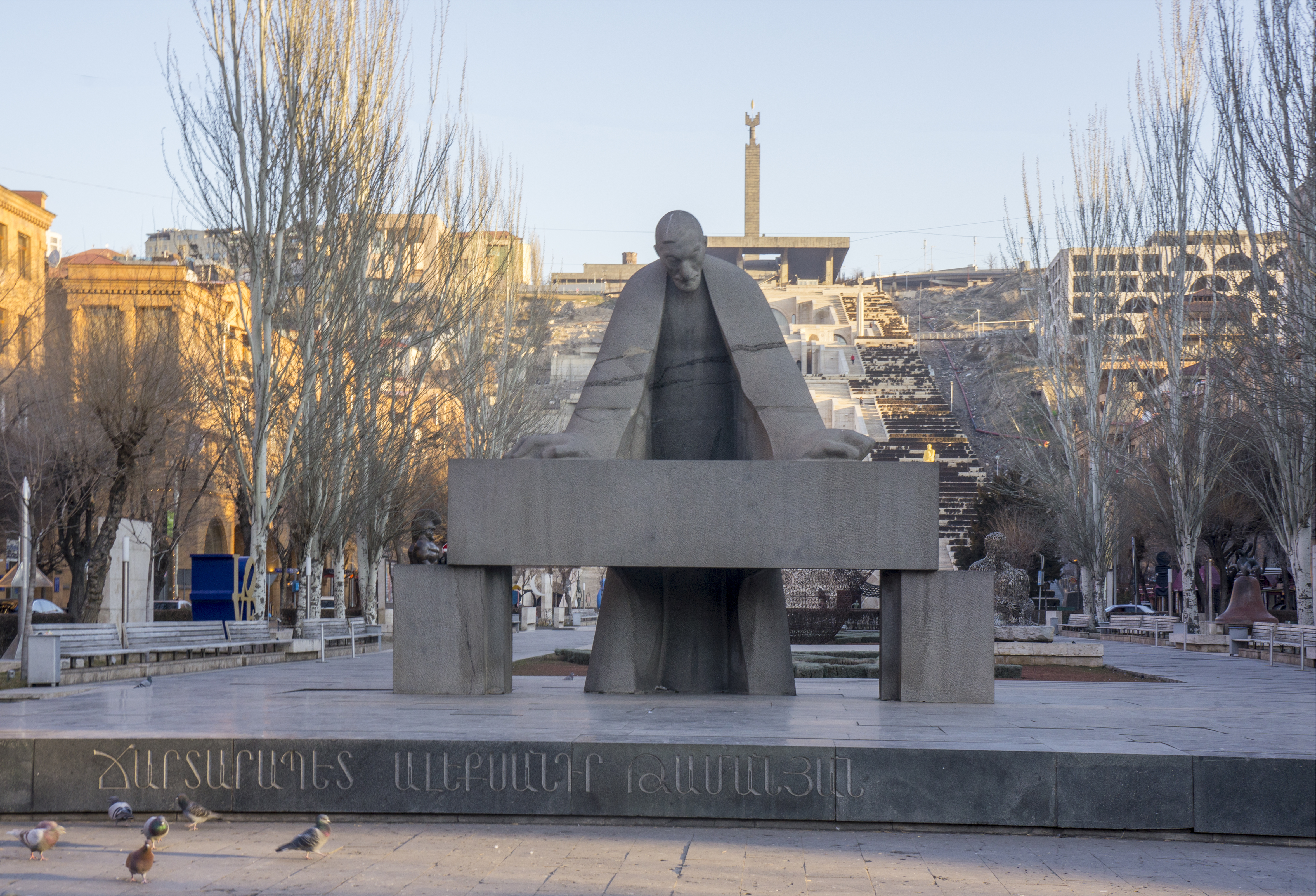
Памятник Александру Таманяну
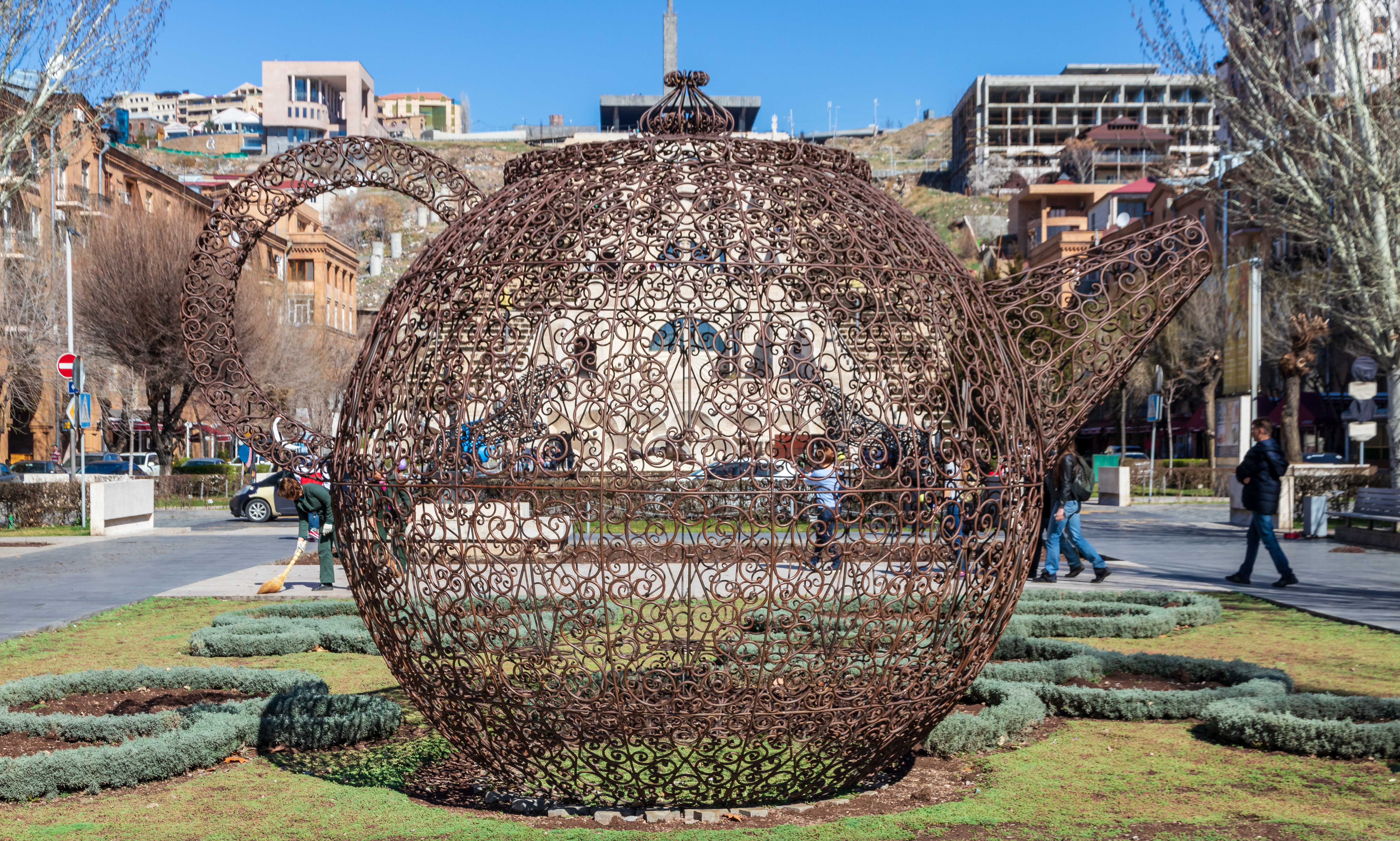
Статуя чайника
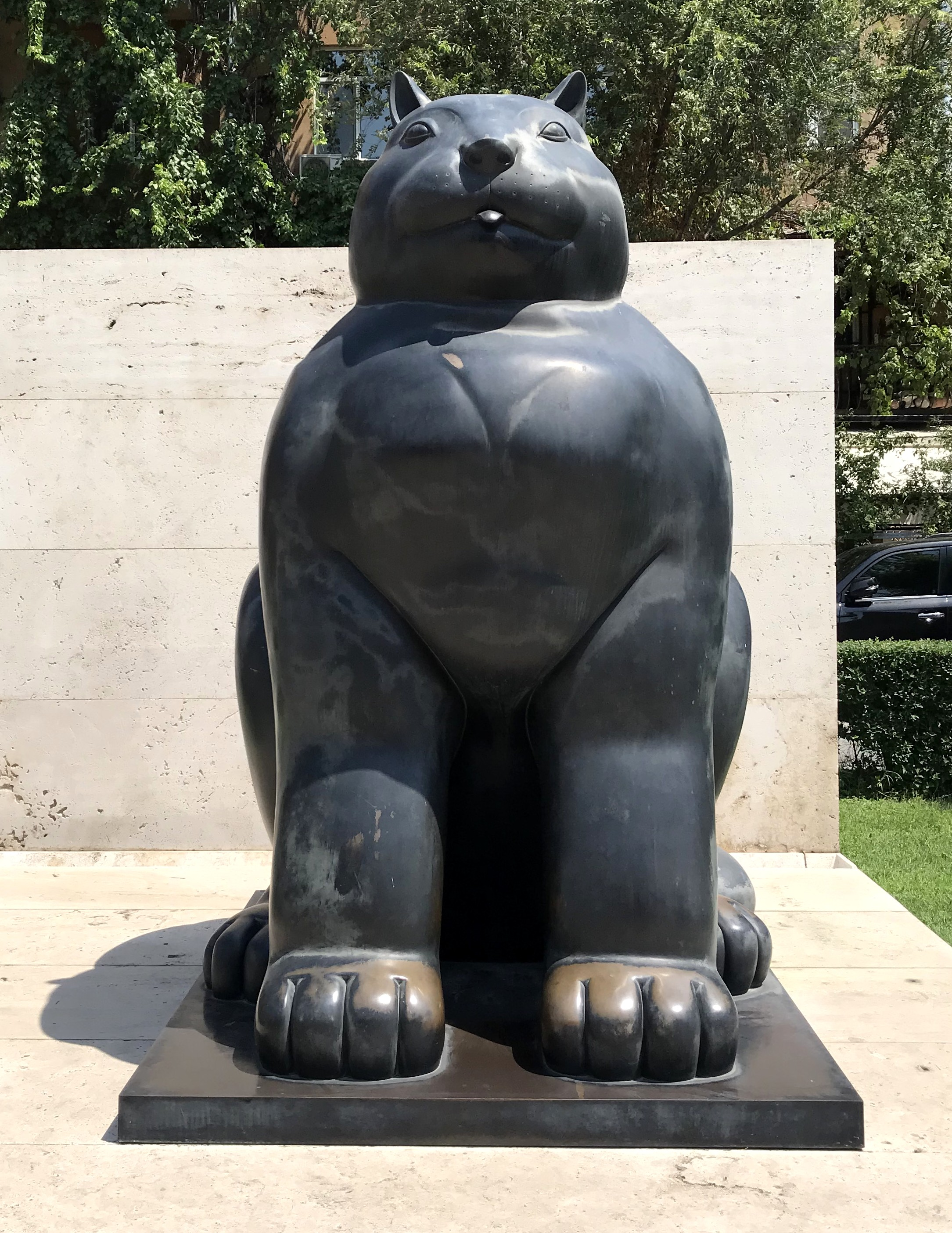
Статуя кота
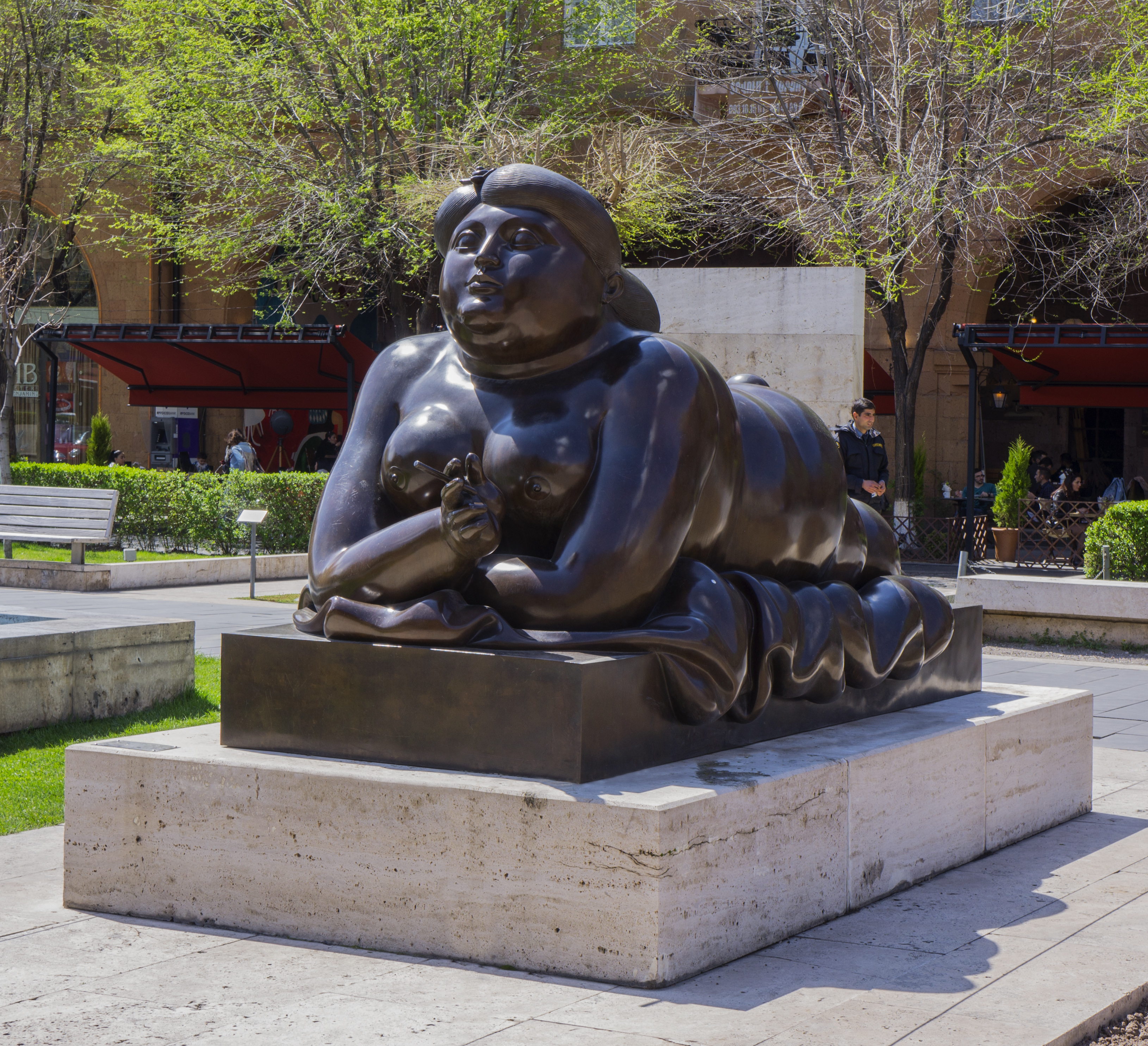
Статуя курящей женщины
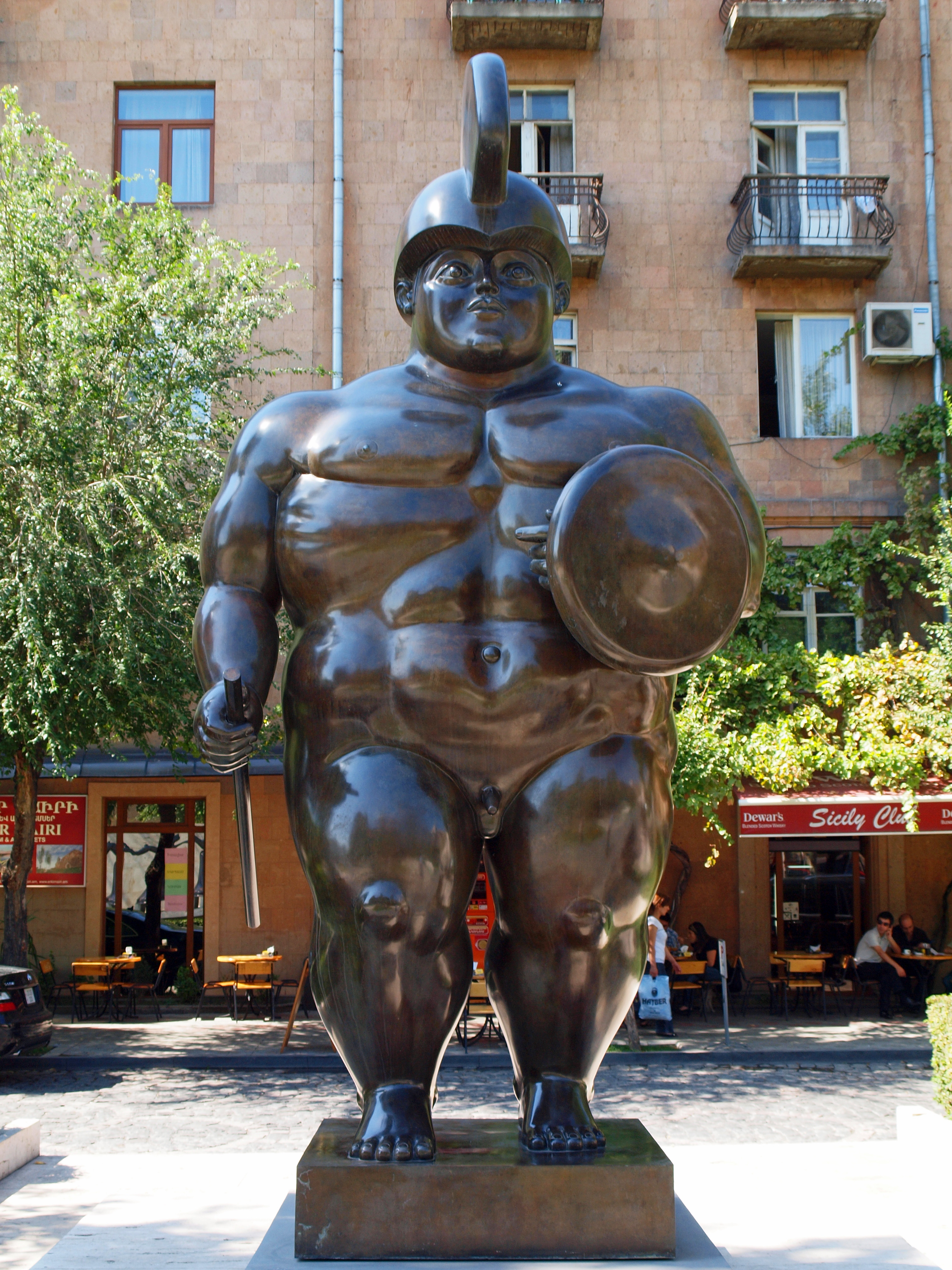
Статуя римского воина
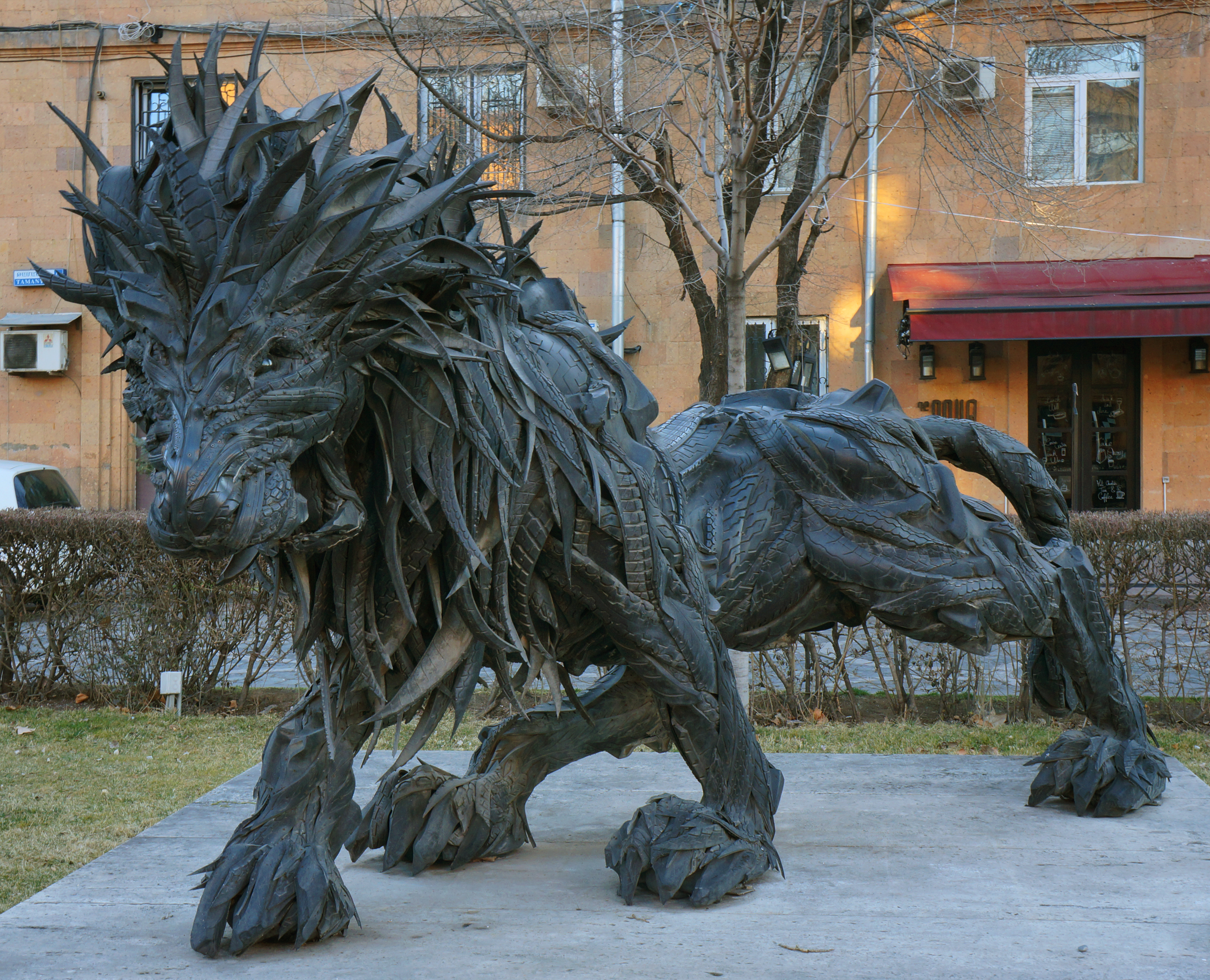
Статуя льва
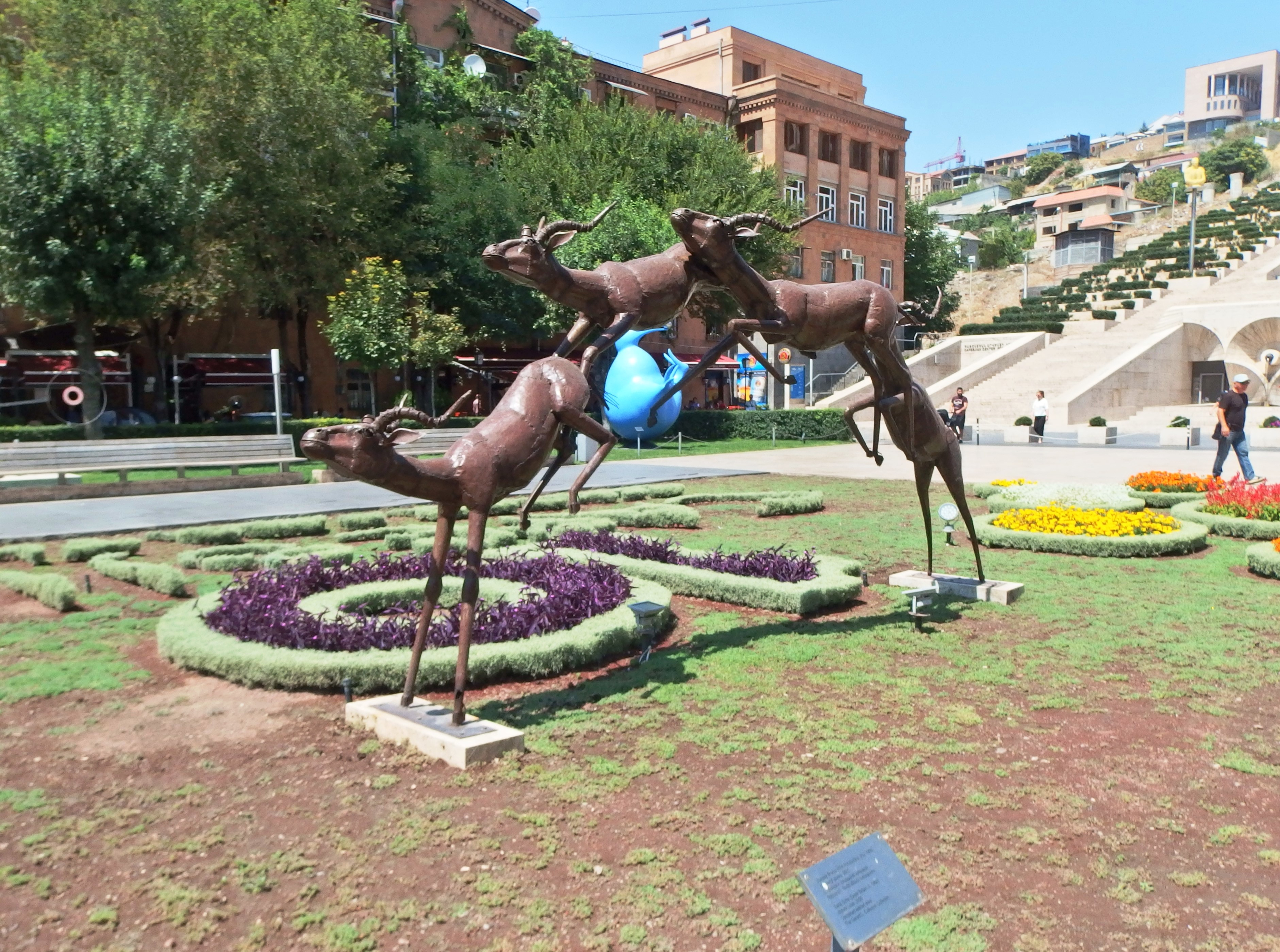
Статуя прыгающих антилоп
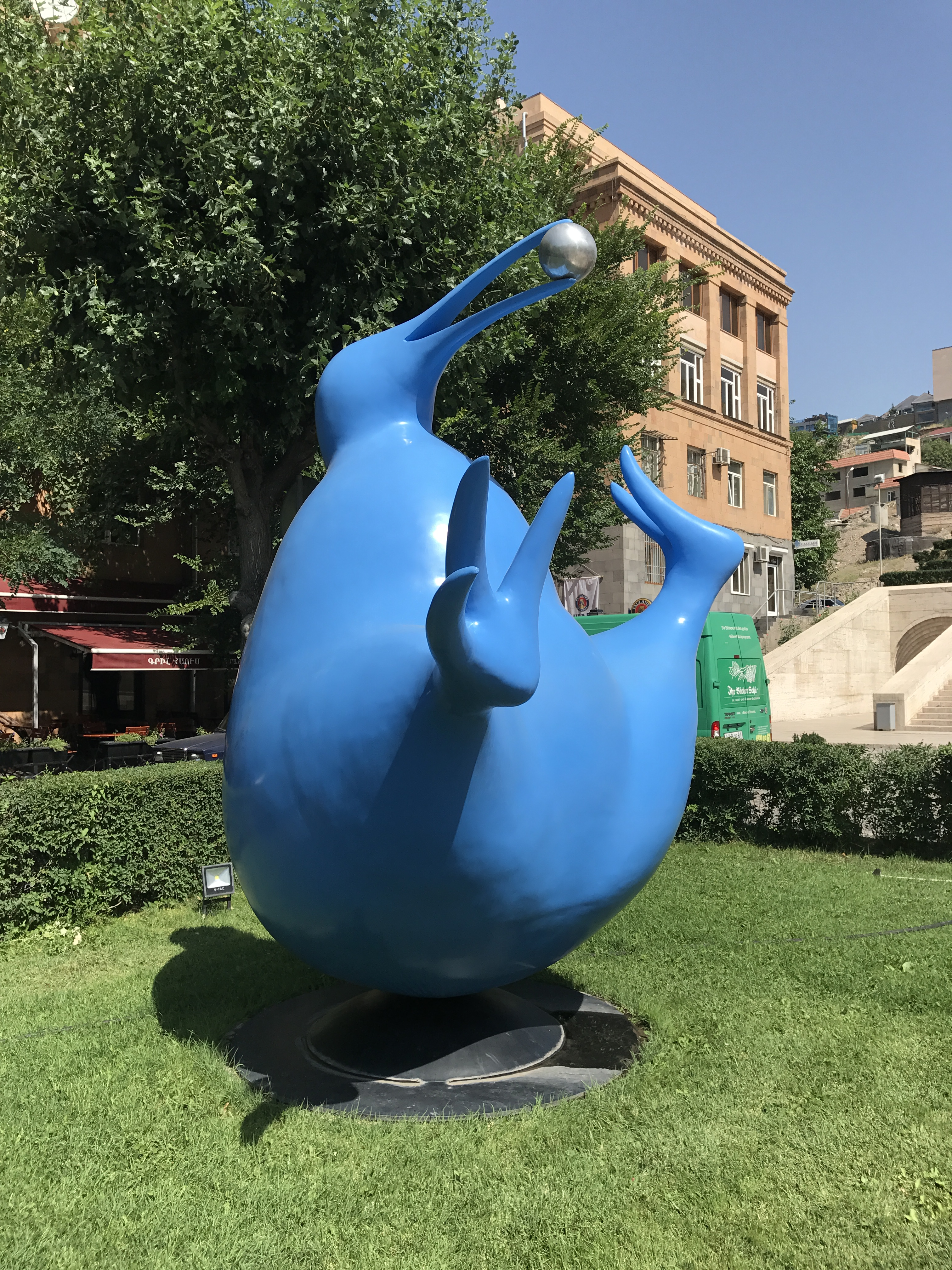
Статуя киви
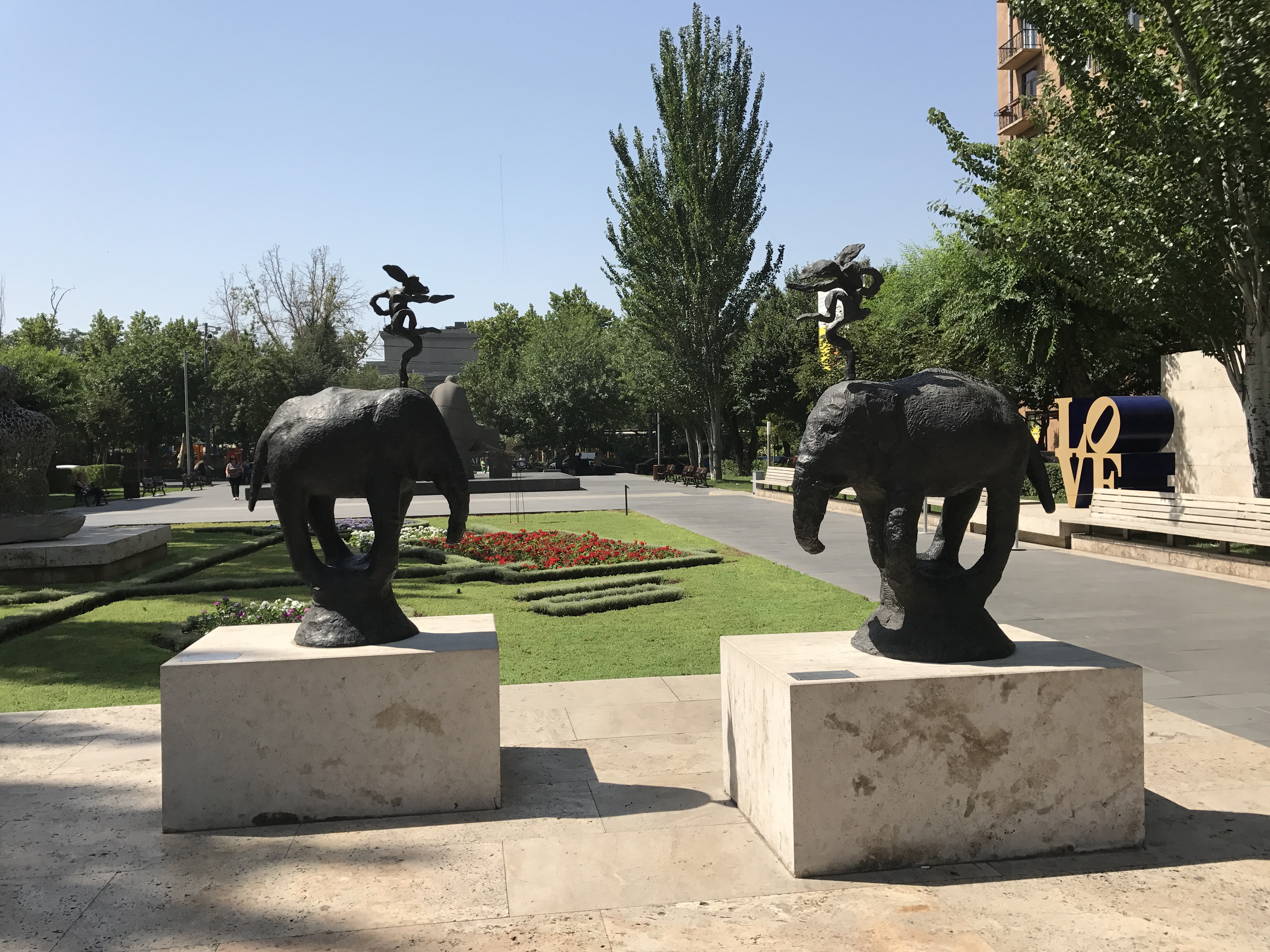
Статуя слонов
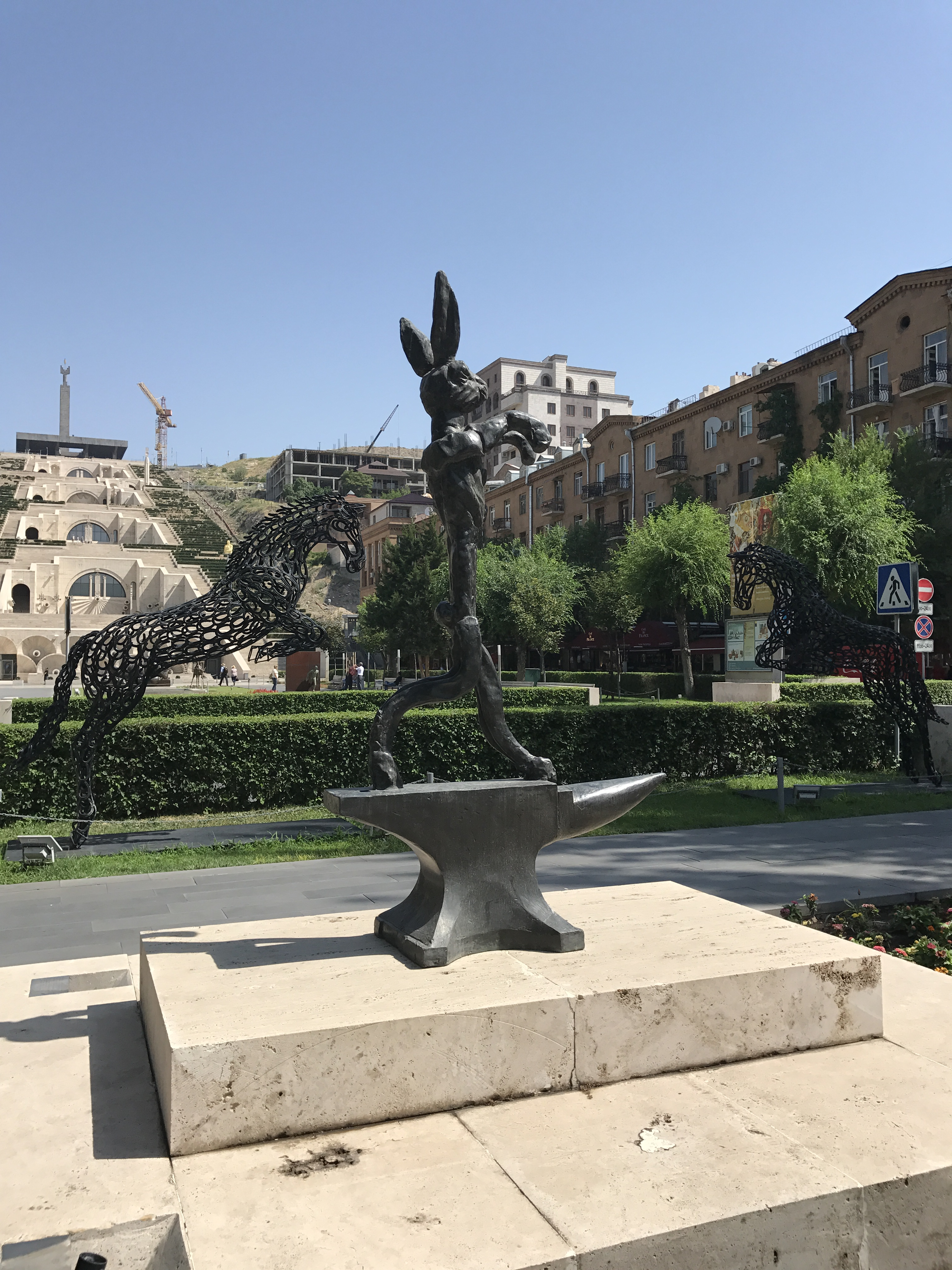
Статуя заяца боксёра
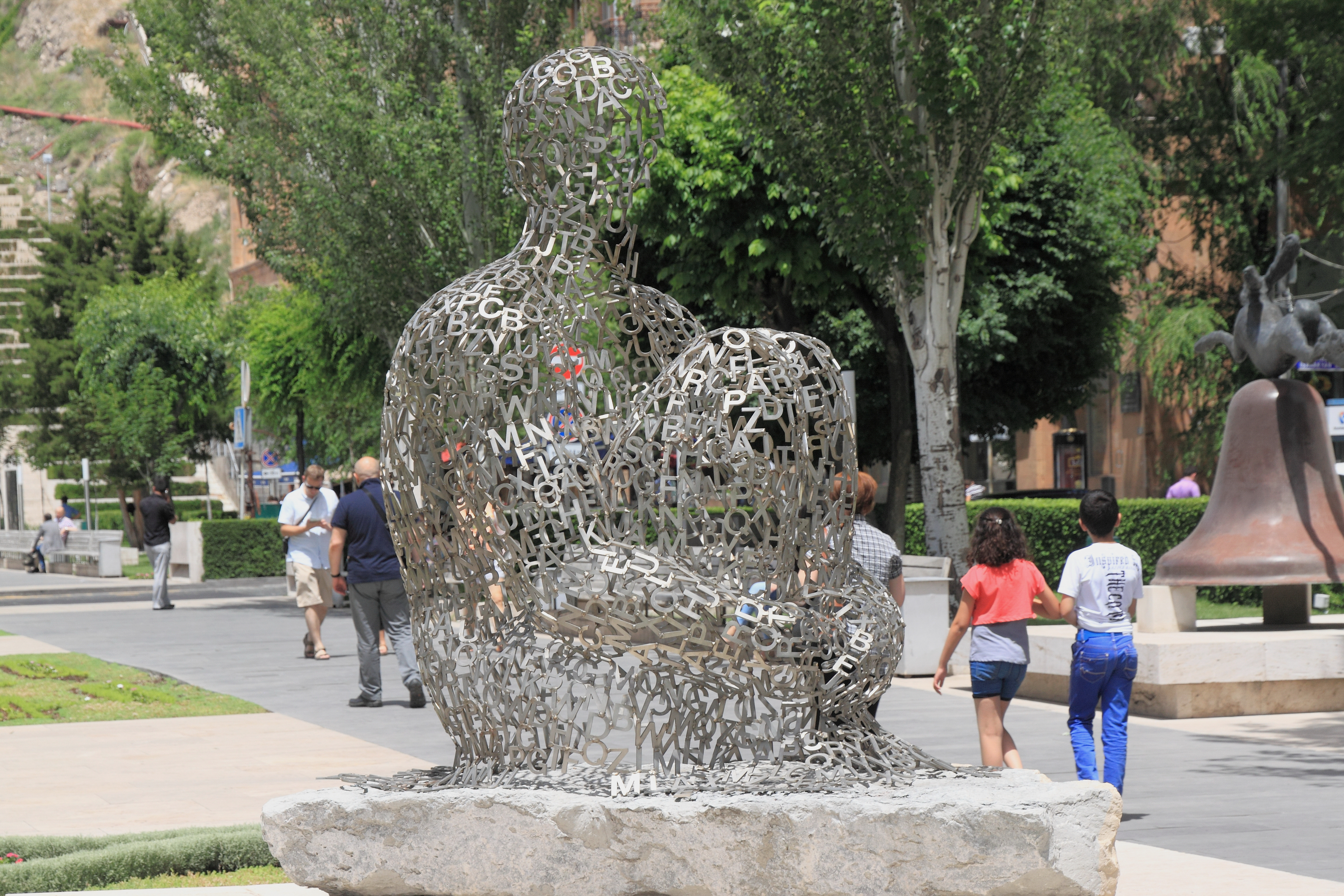
Статуя "Тени"
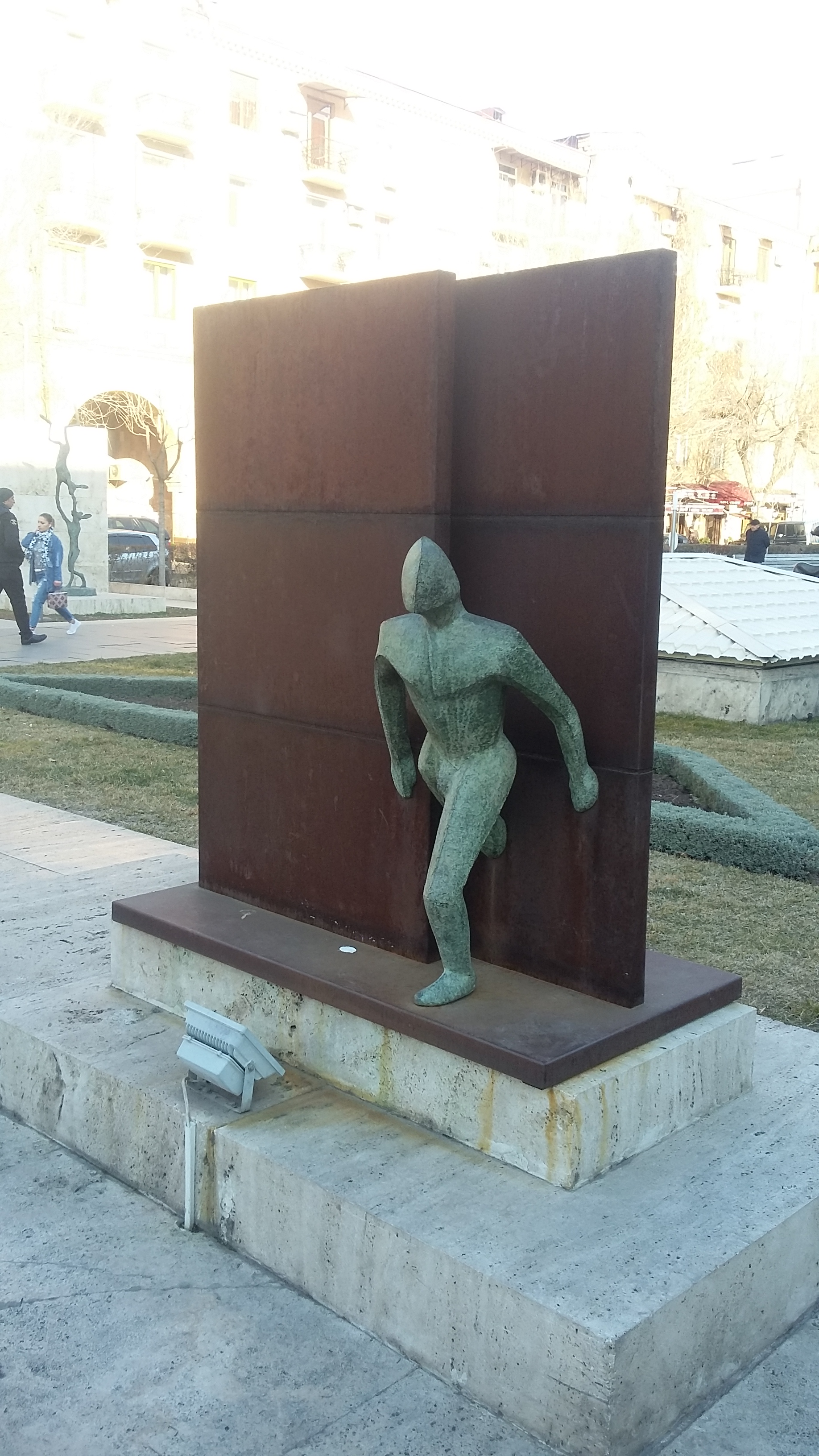
Статуя "Стена"

### Детали скульптурных и архитектурных элементов комплекса

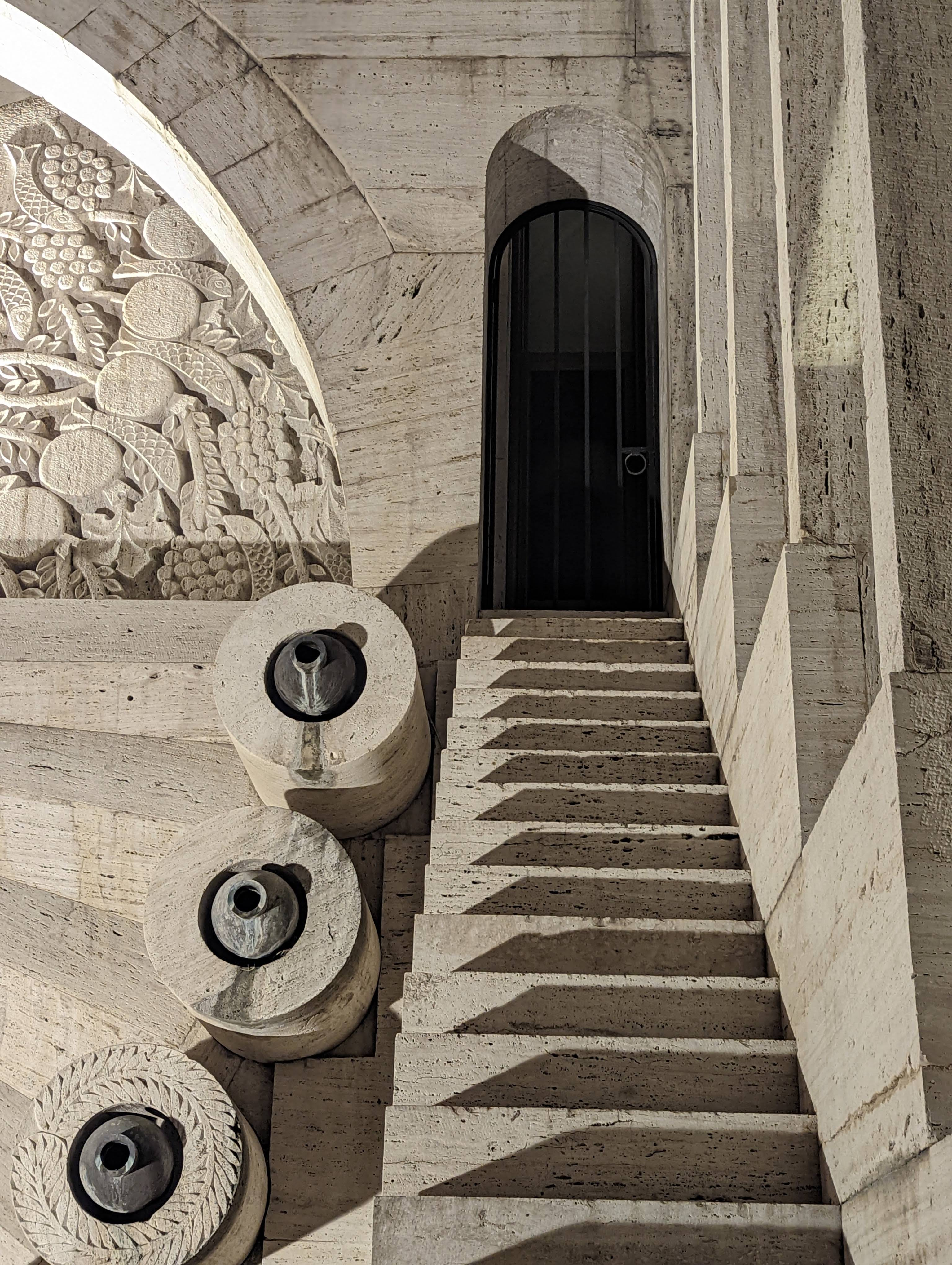
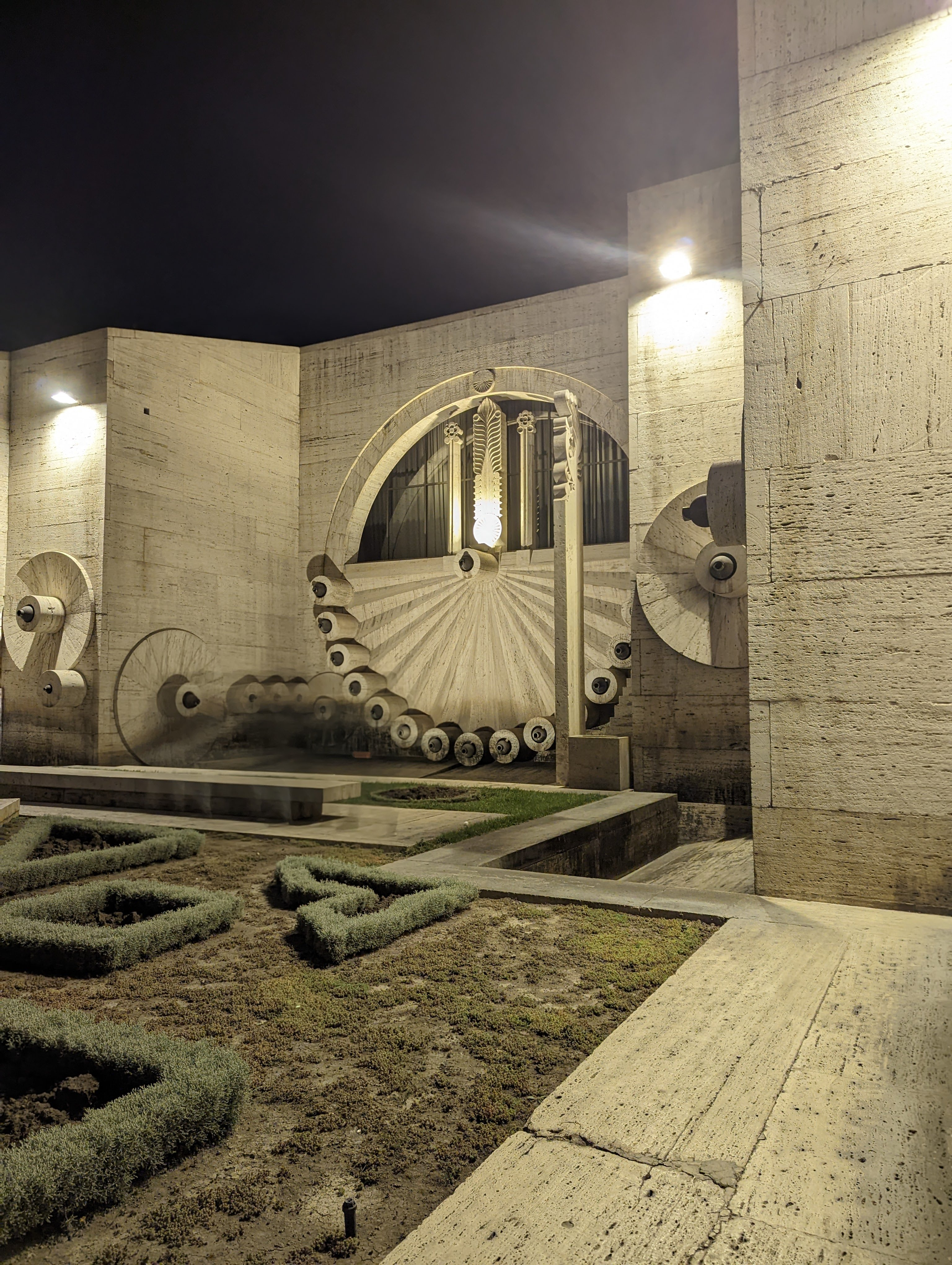
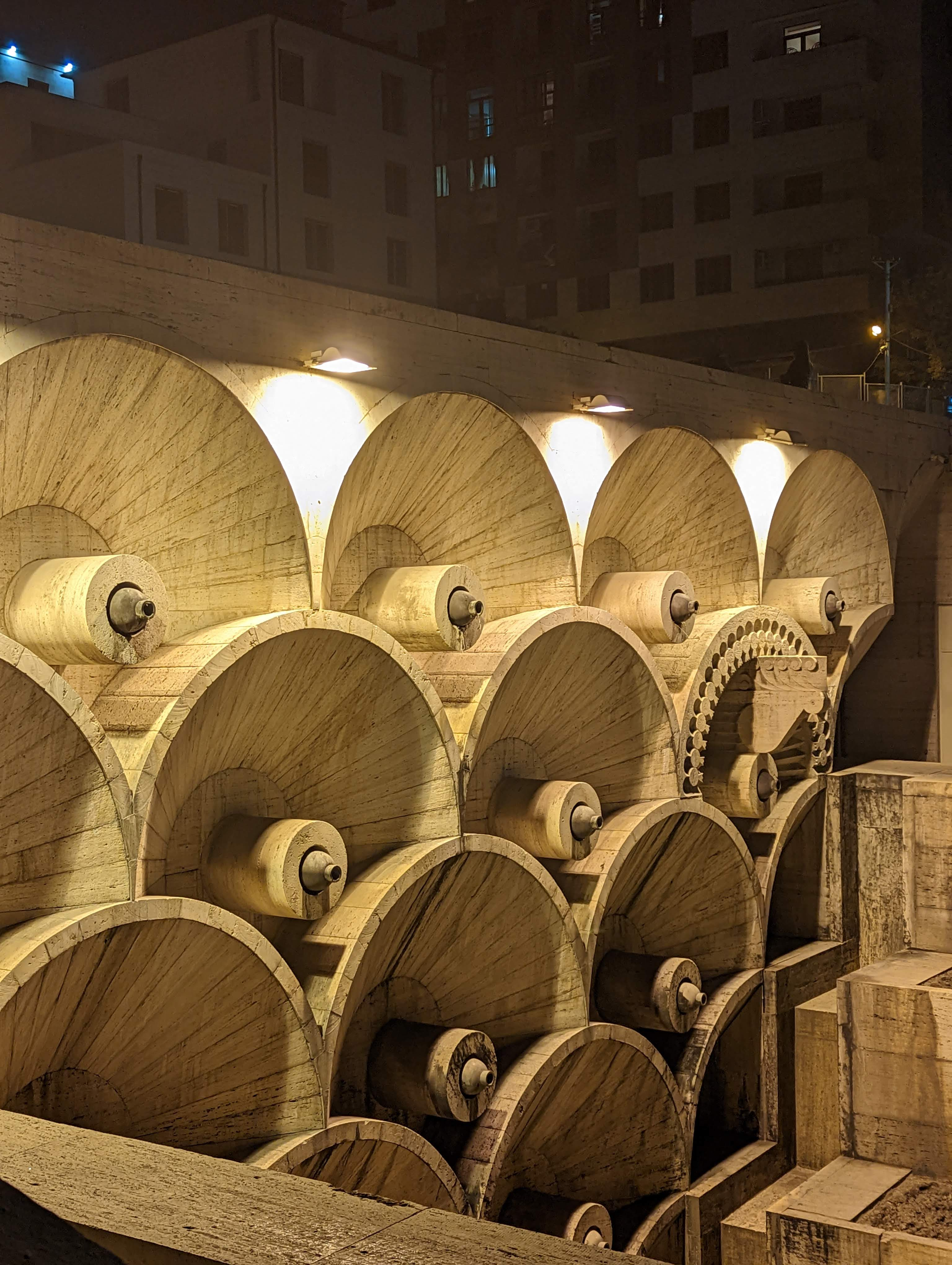
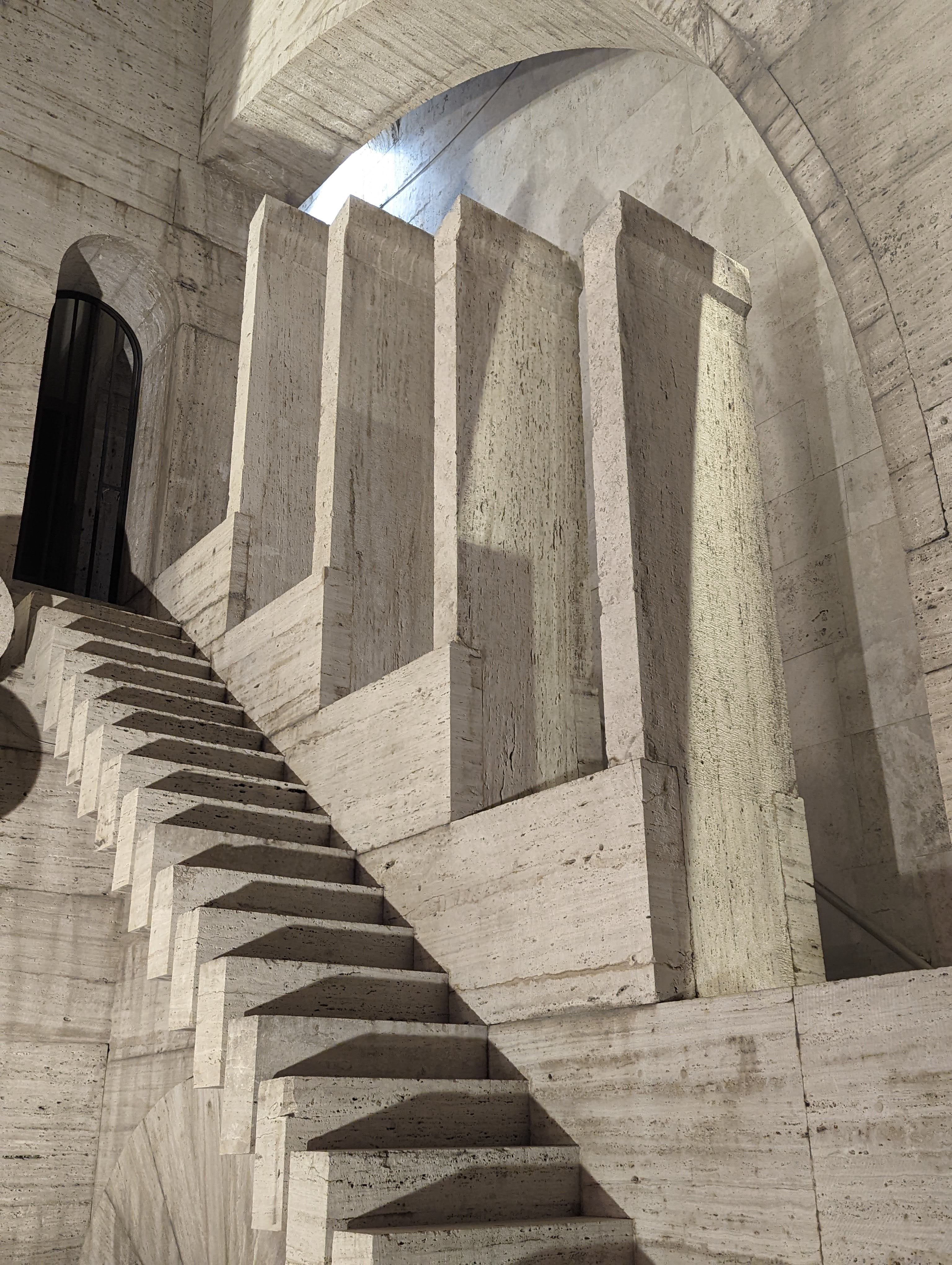
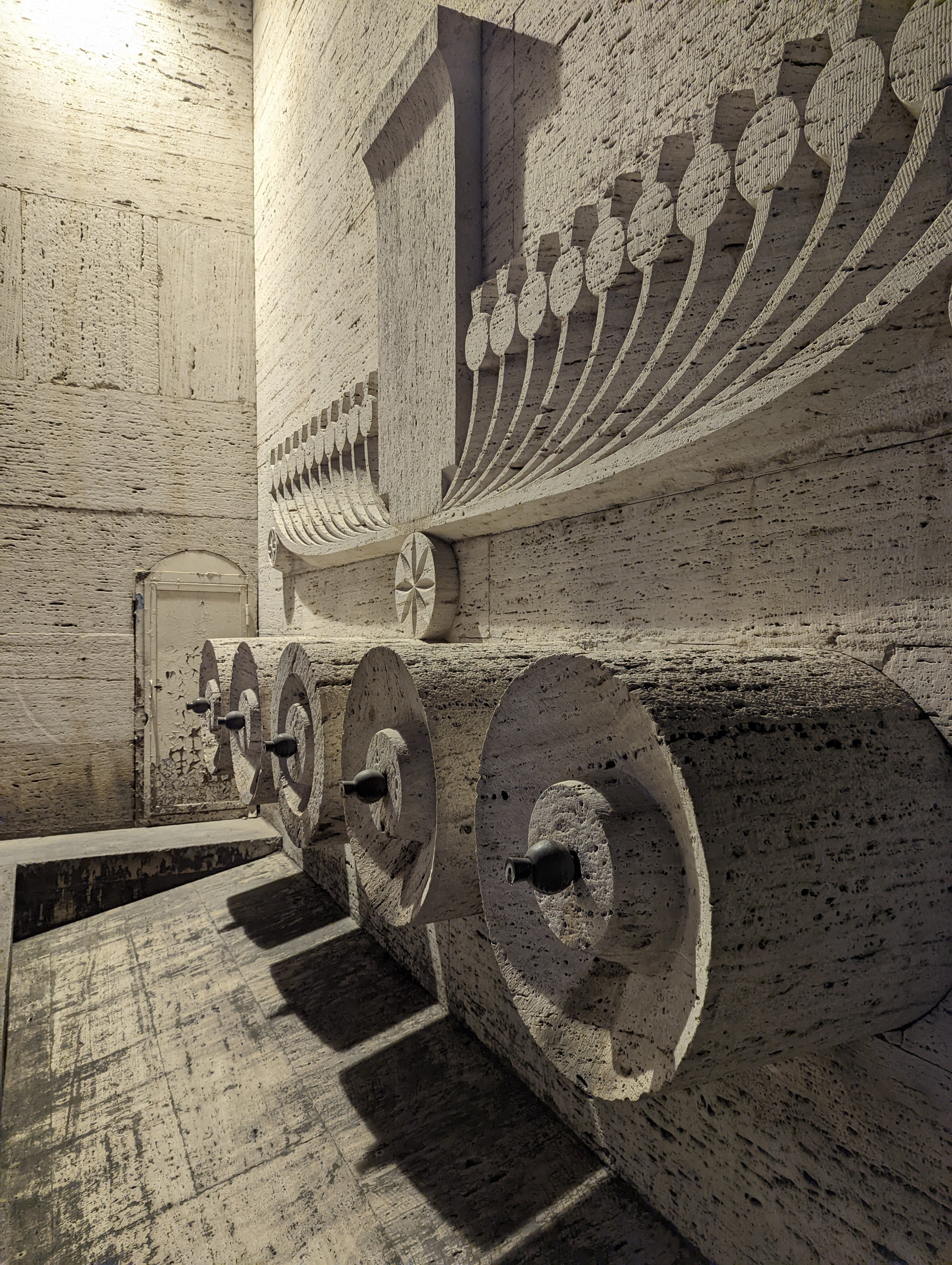